# Oranga

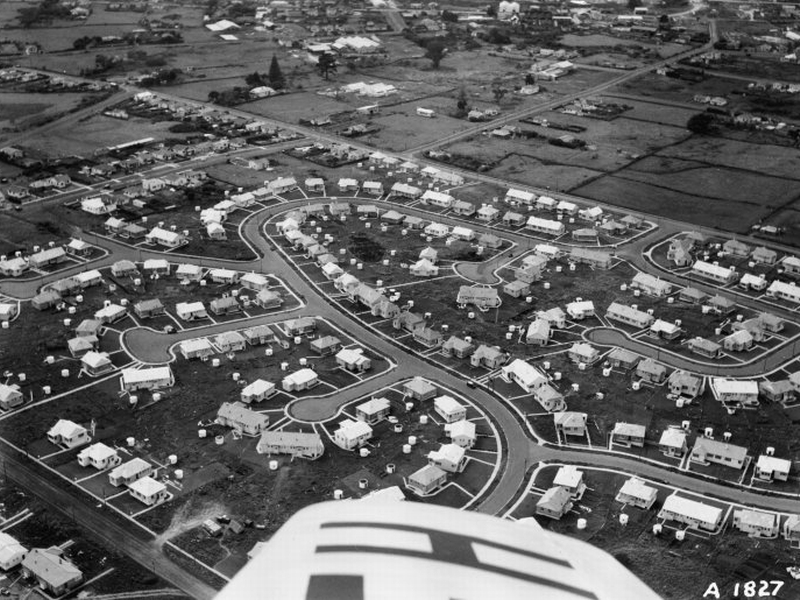
Lotissement dans le secteur de la Harpe d’Erin dans la banlieue d’Oranga, vu en 1947. Noter la topographie typique de la banlieue en cul-de-sac.

Oranga est une petite banlieue résidentielle de la cité d’Auckland, située dans l’Île du Nord de la Nouvelle-Zélande.

## Situation
Elle est localisée à 9 kilomètres au sud-est du centre de la cité, entre les banlieues commerciales de Te Papapa et celle de Penrose vers le sud et l’est, et la banlieue résidentielle de One Tree Hill et Onehunga respectivement vers le nord et vers le sud.

## Toponymie
Le nom est donné pour le mot  Maori oranga, signifiant : survivant, aliment, bétail, bonne santé, vivant.

## Histoire
C’est essentiellement un groupe de lotissement public (en) destiné aux familles de bas revenus, mais elle a été rapidement gentrifiée. 
Des investisseurs privés ont en effet acheté de nombreuses ‘state houses’ pour faire de la rénovation, et pour subdiviser de façon croissante leurs lots de terrains, qui étaient généreux, présentant leurs maisons comme appartenant à la banlieue voisine, plus attrayante de One Tree Hill.

## Démographie
Oranga couvre une surface de 0,67 km2 et a une population estimée de 3260 habitants en juin 2024 avec une densité de population de  4866 personnes par km2.
Oranga avait une population de 3198 habitants lors du recensement de 2018 en Nouvelle-Zélande, en augmentation de 246 personnes (8,3 %) depuis le recensement de 2013 en Nouvelle-Zélande, et une augmentation de 393 personnes (14,0 %) depuis le recensement de 2006 en Nouvelle-Zélande. 
Il y avait 879 logements, comprenant 1578 hommes et 1620 femmes donnant un sexe-ratio de 0,97 homme pour une femme. 
L’âge médian était de 29,6 ans (comparé avec les 37,4 ans au niveau national), avec 792 personnes (24,8 %) âgées de moins de 15 ans, 825 personnes (25,8 %) âgées de 15 à 29 ans, 1287 personnes (40,2 %) âgées de 30 à 64 ans et 297 personnes (9,3 %) âgées de 65 ans ou plus.
L’ethnicité était pour 32,6 % européens/Pākehās, 17,2 % Māori, 50,0 % peuples originaires du Pacifique (en), 15,2 % d’origine asiatique (en), et 3,1 % d’une autre ethnicité. 
Les personnes peuvent s’identifier de plus d’une ethnicité en fonction de l’origine de leurs parents.
Le pourcentage de personnes nées outre-mer était  de 34,3 %, comparé avec les 27,1 % au niveau national.
Bien que certaines personnes choisissent de ne pas répondre à la question du recensement concernant leur affiliation religieuse, 29,0 % n’ont aucune religion, 55,6 % sont chrétiens (en), 1,8 % ont des croyances religieuses Māori (en), 3,2 % sont Hindouistes (en), 2,0 % sont musulmans, 1,8 % sont bouddhistes (en)et 1,4 % ont une autre religion.
Parmi ceux d’au moins 15 ans d’âge, 510 personnes (21,2 %) ont une licence ou un  degré universitaire supérieur et 543 personnes (22,6 %) n’ont aucune qualification formelle. 
Le revenu médian était de 23100 $, comparé avec les 31800 $ au niveau national. 
288 personnes (12,0 %) gagnent plus de 70000 $ comparé avec les 17,2 % au niveau national. 
Le statut d’emploi de ceux d’au moins 15 ans d’âge est pour 1167 personnes (48,5 %) un plein temps   , pour 231 personnes (9,6 %) un temps partiel et 150 personnes (6,2 % ) sont sans emploi .

## Éducation
Les installations locales comprennent le Jardin d’enfant d’Oranga (voisinant Fergusson Domain), et l’école d’Oranga Primary School.
Les écoles secondaires locales sont 
- collège de One tree hill (en)
- collège Marcellin (en) et
- école secondaire d’Onehunga.